# Cordia bullata
Cordia bullata là loài thực vật có hoa trong họ Mồ hôi. Loài này được (L.) Roem. & Schult. mô tả khoa học đầu tiên năm 1819.